# Црно-Каманє
45°23′ пн. ш. 15°22′ сх. д. / 45.39° пн. ш. 15.37° сх. д.
Црно-Каманє (хорв. Crno Kamanje) — населений пункт у Хорватії, в Карловацькій жупанії у складі громади Генеральський Стол.

## Населення
Населення за даними перепису 2011 року становило 16 осіб.
Динаміка чисельності населення поселення: